# 習馬二會
習馬二會，或稱第二次習馬會，是指於2024年4月10日，時任中共中央總書記習近平與中華民國前總統、中國國民黨前主席馬英九兩人在北京舉行的會面，为馬英九二訪中國大陸的最後一項行程。習近平2012年起任中共中央總書記（中國大陸領導人），這是他任內繼2015年两岸领导人会面之後的第二次與馬英九會面。与之前在第三地新加坡会面不同，本次会面是两岸历任领导人首次在一方实控领土上举行的会面。同时，位列正國級黨和國家領導人的3位中共中央政治局常委親自出面會見台灣客人，是中華人民共和國歷史以來第一次。

## 背景
2015年11月7日，習近平與馬英九在新加坡舉行兩岸領導人會面，被視為海峽兩岸關係發展的重大突破。2023年3月27日，已經卸任黨政職務的馬英九率團訪問中國大陸，成為1949年兩岸分治後首位造訪中國大陸的中華民國卸任元首。
事隔一年後，2024年4月1日，馬英九再次率團訪問中國大陸，并定於4月11日返回。由于本次行程包括到訪北京，當時外界就已經預測習近平與馬英九將會再次會面。马英九兩次訪問中國大陸皆是帶領大九學堂學院前往，其成員組成多半是台灣大專院校研究生。初期外界傳言“習馬二會”將會在8日舉行，後續消息稱日期改為10日。
4月9日晚，台灣方面的媒體記者接到通知，要求記者10日上午7時15分、11時30分，在馬英九下榻的中國大飯店商會層，進行兩次核酸篩檢，屆時會發放記者證件；下午2時45分到人民大會堂北門集合採訪。這顯示“習馬二會”10日下午將在人民大會堂登場。獲邀參與報導的僅有部分駐北京台媒與港媒，外國媒體未获邀參加。

## 會面過程
會面在人民大會堂東大廳
舉行。會面前，馬英九一行人被安排在新疆廳休息，台灣媒體記者被安排在台灣廳休息。下午四時許，中辦秘書局長孔紹遜引導，習近平、宋濤、王滬寧、蔡奇等人從東面開門，步入東大廳。習近平在北屏風前立定。半分鐘後，工作人員示意，在東大廳北門外列隊等候的馬英九一行人，從北屏風後步出，同習近平等人握手並寒暄。大陸官方在下午4時03分由央視新聞發布簡短快訊 ，首次宣佈雙方會面的訊息。
現場兩人繼2015年後重演「世紀之握」，握手近20秒，互相笑道「好久不見」
。習近平回憶上次見面並問道「是2016年？」馬英九回道是2015年11月，習近平回：「對、對」。習近平在握手時說馬英九跟8年前差不多「都沒變」。
中國大陸方面出席者分別是習近平、全國政協主席王滬寧、中共中央辦公廳主任蔡奇、中共中央台辦主任宋濤、中共中央台辦副主任潘賢掌。馬英九方面出席者為馬英九、馬英九基金會執行長蕭旭岑、總統府前專門委員王光慈，以及國安會前諮詢委員暨政治大學東亞所榮譽教授邱坤玄。隨行的台灣青年學生在馬英九一行的後方入座。
雙方落座後，主客分別致辭，并請台灣學生代表發言。習近平的開場詞，以及馬英九開場詞的前面部分，都是在媒體拍攝下進行。在馬英九致開場詞中途，拍攝的台灣媒體被請離，之後的座談閉門進行。

### 閉門座談内容
據大陸方面安排，現場記者被要求「不可直播」、並在入场前沒收手機等通訊設備。在馬英九致開場白、談到九二共識與上一次馬習會的段落時，現場媒體就遭清場，之後會面閉門進行。現場台灣媒體離場後，即獲准聯網，發佈了會面開場部分的影像。
在這之後的會談内容，大陸方面在當晚18:26許由新華通訊社發佈通稿，並在當晚19:00的《新聞聯播》播出會談畫面。
習近平還對一周前的花蓮地震表慰問，對受難者表哀悼。
央視《新聞聯播》畫面顯示，馬英九一行人在習近平發言後集體鼓掌。
會面結束，習近平同馬英九握手話別，表示希望今後馬英九常來，多帶著台灣年輕人來看看。本次會面總時間近1小時，約莫在下午4點開始，馬英九一行4點56分乘車離開人民大會堂。

### 會面後晚宴
會面後，王滬寧作東，在釣魚臺國賓館「萬柳堂」設宴為馬英九餞行，菜品包括招牌菜「烏魚蛋湯」、2006年份茅臺酒，持續兩小時。蕭旭岑受訪說，馬英九同王滬寧在宴會上談了很多，話題也不設限，具體内容出於主客互信尊重，不在媒體公開透露。

### 媒體報道與評論
當日晚間的《新聞聯播》以頭條報道會面，使用的新華社通稿中，將習近平的頭銜寫爲中共中央總書記，但對馬英九則沒有作任何身份介紹或頭銜稱呼，既沒有以黨職稱呼為「中國國民黨前主席」，也沒有使用「前總統」「前台灣地區領導人」一類的稱呼。
有媒體關注，本次大陸方面派出3名中共中央政治局常委出席，陣容規格明顯高於2015年两岸领导人会面。
馬英九在致辭時談到「1992年各自表述」，媒體指，這是台灣客人在大陸領導人面前首次談起一中各表說法。媒體亦關注，馬英九在談及講稿中的「中華民族」時，一度說成「中華民國」。

## 各方反應

### 中華民國（臺灣）

#### 中華民國大陸委員會
陸委會10日晚間發布新聞稿，觀點包括：
- 中共藉由「馬習二會」宣傳「九二共識」「反台獨」等主張；而習近平已將「九二共識」定義為「體現『一中原則』的『九二共識』」，此種企圖抺煞國家主權地位，片面設定兩岸終局的政治框架，完全沒有中華民國生存的空間，台灣主流民意早已堅定拒絕。
- 兩岸間的差異「不在於語言或文化，而是政治體制與生活方式」。對於馬英九與習近平會面時，「未能向中（陆）方公開傳達台灣人民對捍衛中華民國主權及民主自由體制的堅持」[註 6]，陸委會「深感遺憾」，認爲有違台灣社會的期待。
- 呼籲北京當局正視中華民國、正視「兩岸互不隸屬的客觀事實」，透過兩岸官方對話化解分歧、解決問題。[39]

#### 中華民國外交部
外交部10日發布新聞稿，針對習近平所提及的「堅持九二共識」「反對外部干涉」等論點表示：
- 全球正在聚焦關心台海的和平穩定、美日峰會、美日菲峰會。外交部呼籲北京當局應該正視台灣主流民意，正面回應國際社會的關切和期待，採取具體行動，維持台海和平穩定，促進兩岸關係良性發展。
  - 台灣民眾真正關切和在意的，是「中國近年來持續升高對台軍事恫嚇、外交打壓、經濟脅迫，並以法律戰和認知作戰等手段，不斷片面改變台海現狀」的惡劣行徑，而不是「無法代表台灣主流民意」的任何論述與主張。
- 適逢美國「台灣關係法」立法45週年。近年來己方和美國等理念相近國家共同努力維持台海和平的現狀，未來會繼續攜手合作，共同維護此一得來不易的成果，繼續守護區域和平穩定。[41]

#### 民主進步黨
會面當晚，執政黨民主進步黨表示：
- 馬英九的訪問是個人行程，沒有代表任何人，馬英九的意見也無法代表台灣人民。
- 民進黨認爲，「和平」是兩岸雙方的共同責任。民進黨「承諾不變、善意不變」的態度不會改變。
- 民進黨呼籲，中共方面應正視兩岸互不隸屬、台灣主流民意堅持民主自由，以及國際社會重視台海和平穩定的現狀，在對等尊嚴前提下與台灣執政黨（即民進黨）展開交流對話，才能開啟兩岸良性互動新局。[42]

民進黨立法院黨團發稿表示：
- 樂見透過兩岸對話，消弭敵意並促進和平。然而馬英九與習近平會晤，未能正面呈現台灣主流民意，伸張台灣主權地位，有違台灣社會期待。
  - 批評馬英九甚至一度因口誤而修正「中華民國」說法，全程以「中華民族」論述模糊並取代「中華民國」，連自己國家的國號都難以說出口，有失中華民國民選總統之高度，令人遺憾。馬英九全然配合並附和中方「一中原則」下的「九二共識」，落入中方片面設定之一中框架，否定台灣主體性，更難為台灣人民所認同。
- 黨團幹事長吳思瑤尊重馬英九個人的中國情懷，但認爲馬英九悖離台灣民心，無法代表台灣主流民意，因此此一會晤實質意義不大；其代表性不高，其成效及影響力自然有限。
- 黨團將持續捍衛台灣民主體制，與行政部門齊手團結台灣人民，抵禦中國大陆外交霸凌、經貿脅迫等手段之複合性施壓，深化台灣與民主同盟國家之合作鏈結，扮演印太及南海區域和平穩定的積極性角色。[42]

#### 中國國民黨
- 中國國民黨主席朱立倫在中常會上表達祝福，希望順利成功，他也相信這是推動兩岸和平交流非常重要的一步，重申國民黨的兩岸路線是「親美、友日、和陸」，根據黨章、黨綱推動兩岸務實交流，讓兩岸能創造和平環境，共創雙贏。朱立倫表示，不管接下來的海峽論壇，或者是兩岸青年論壇，會請副主席連勝文帶團參加，希望共同繼續秉持這樣的原則，推動兩岸的穩健務實、共創雙贏的交流。[44]
- 國民黨立法院黨團發布新聞稿表示，馬英九與習近平再次對話，代表著打破當前兩岸高度對立緊繃的互不往來的僵局，更是兩岸重啟和平交流重要的一步，也讓國際社會知道，台灣社會不是只有抗中一種聲音。反對台獨、不支持台獨是國際共識，更是世界美、日等主要國家的具體主張。並重申，國民黨團堅持「親美、友日、和陸」的基本立場，在此基礎上加強與國際社會及兩岸穩健、務實交流，共創雙贏。[45]
- 馬英九基金會執行長蕭旭岑指出，在「習馬二會」中馬英九的談話，是為了後代的子子孫孫，超乎政治、黨派，為子孫求平安，謀幸福。能代表台灣老百姓說出心聲，反映出台灣老百姓不想戰爭，希望兩岸和平繁榮，「和平處理各項爭端，避免走向衝突」，維持台灣的價值與生活方式，的真實願望和主流民意。本次訪問期間，很多國民黨人士向蕭旭岑很多建議，例如馬英九要爭取開放大陸觀光客，或爭取國民黨執政縣市農產品可以賣到大陸等，甚至一些很小的政策優惠等。反觀部分綠營人士，完全不顧台灣尊嚴與台灣人渴望和平的想法，一味地去屈從美中強權競爭下的美方立場，發明「大陸用馬習二會對抗美日菲峰會」這種沒有常識的可笑論述[46]。
- 國民黨前政策委員會執行長蔡正元猜測，馬英九在致詞中刻意將「中華民族」口誤說出「中華民國」，「可能是為了堵民進黨的嘴」，[47]馬英九對此事則笑而不答。[48][49]

#### 臺灣民眾黨
- 台灣民眾黨主席柯文哲表示，綜觀整場會面，馬英九以個人身份展開交流、為和平努力，仍有值得肯定之處，但「堅持九二共識」恐怕未獲主流民意認同。反觀陸委會稍早新聞稿仍是「以對抗為主軸」，只顧著自己政黨利益，不顧國際動態。[50]
- 民眾黨立法院黨團總召黃國昌表示，馬英九已經卸下總統身分，前往對岸進行交流是好事，希望他要注意對等尊嚴、站在台灣的立場，捍衛台灣跟中華民國主權，不要讓惡意螺旋不斷上升，停止挑釁的行為。[51]

#### 時代力量
時代力量中央黨部發貼文表示，4月10日早間有17架解放軍機艦擾台，馬前總統卻在習近平面前大談「兩岸血濃於水的情懷」，連誰是真正以武力威脅台灣的人都說不出口。時代力量奉勸馬英九前總統勿再淪為中國大陸促統的「馬前卒」，繼續傳遞錯誤的訊息給國際社會；同時，也呼籲國民黨主席朱立倫說清楚「這樣的言論、行為，國民黨認同嗎？」

### 美国
- 美國國務院發言人表示鼓勵降低緊張局勢並改善兩岸關係的步驟，支持在尊嚴與尊重的基礎上持續對話。美國仍致力於其長期的「一個中國政策」，該政策受到《台灣關係法》、「美中三個聯合公報」及「六項保證」的指導。[54]

## 参見
- 兩岸領導人會面
- 2005年中國國民黨和平之旅
- 習連會
- 習朱會
- 習洪會